# Ямбол
Я́мбол (болг. Я́мбол) — город в юго-восточной Болгарии. Административный центр Ямболской области, входит в общину Ямбол.

## Географическое положение
Находится на реке Тунджа.

## Политическая ситуация
Кмет (мэр) общины Ямбол — Георги Иванов Славов (ГЕРБ) по результатам выборов в правление общины.

## История

### Название города
Ямбол был основан римским императором Диоклетианом в 293 году, хотя она была названа Diospolis (Διόςπόλις по-гречески «город Зевса»), название также отражает имя императора. Название позже трансформировалось в Diampolis (Διάμπόλις), Hiambouli (Ηιάμβόυλι, в византийских хрониках), Dinibouli (دنبلي; в арабских хрониках), Dbilin (Дбилин; в болгарской транскрипции), Diamboli (Диамболи), чтобы в конце концов стать современным Ямбол.
По мере того как славяне и булгары переселялись на Балканы в средние века, за владение крепостью соперничали Болгарское царство и Восточная Римская империя. С тех пор это был важный болгарский центр.

### Средние века
Ямбол — город, иногда идентифицируемый как позднеримский Диосполь. Располагаясь на пути из Адрианополя к перевалам через Балканы, город играл важную роль в войнах между Византией и Болгарией, а также во время столкновений с захватчиками-степняками. Город был передан Болгарии Юстинианом II в 705 г., но вновь захвачен Константином V в сер. VIII в., и отбит Крумом в 812 г. После того как Иоанн I Цимисхий захватил город в 971 г., он оставался в руках византийцев па протяжении двух столетий. В 1049 г. византийский военачальник Константин Арианит был разбит при Ямболе печенегами, а в 1093/4 г. город сдался половцам, удержавшим его лишь на краткое время. Ок. 1190 г. город вошел в состав Второго Болгарского царства. В конце XIII в. Ямбол несколько раз переходил из рук в руки; в течение XIV в. он оставался болгарским приграничным городом, хотя дважды на короткое время его занимали византийцы. В надписи упоминается сооружение колонны Иваном Александром в 1356/7 г. для обозначения границы.
В 1373 г. Ямбол был завоеван турками-османами и в период Османской империи назывался Yanbolu (Янболу).

### Новое время
После русско-турецкой войны 1877—1878 годов — в составе Болгарии.
В начале XX века Ямболи представлял собой болгарско-турецкий город в Восточной Румелии, на железнодорожной линии Тырново-Бургас. Население составляло 12—13 тыс. жителей, из которых около половины болгары, остальные — турки и евреи. Основой экономики в это время являлись производство изделий из шерсти, виноградарство и отчасти скотоводство.
Во время первой мировой войны в ноябре 1917 года из Ямбола в Германскую Восточную Африку совершил вылет немецкий цеппелин L 59.
В 1956 году численность населения составляла 40 тыс. человек, в это время Ямбол являлся центром пищевой и хлопчатобумажной промышленности.
В 1976 году численность населения составляла 80 тыс. человек, основой экономики города в это время являлись химический комбинат (производивший полиэфирные волокна), машиностроительная (с.-х. машины и др.), хлопчатобумажная, пищевая (мукомольная, консервная) и табачная промышленность.
Во второй половине 1980-х годов Ямбол представлял собой промышленный центр, основу экономики которого составляли предприятия сельскохозяйственного машиностроения, хлопчатобумажной, табачной, плодоконсервной промышленности и производство синтетических волокон.

## Транспорт
Железнодорожный и транспортный узел.

## Население
| Год  | Население |
| ---- | --------- |
| 1985 | 89 993    |
| 1992 | 91 497    |
| 2000 | 87 771    |
| 2005 | 79 665    |
| 2010 | 77 174    |

## Известные уроженцы и жители
- Аврамов, Никола (1897—1945) — болгарский художник.
- Ненчев, Николай (род. 1944) — болгарский политик, лидер партии Болгарский Сельскохозяйственный Народный Союз, бывший министр обороны (2014—2017).
- Папазов, Жорж (болг. Георги Панайотов Папазов (1894—1972) — болгарский и французский живописец-сюрреалист, писатель, бо́льшую часть жизни проживший во Франции.
- Шейтанов, Георгий (1896—1925) — болгарский революционер, анархо-коммунист.

## Галерея

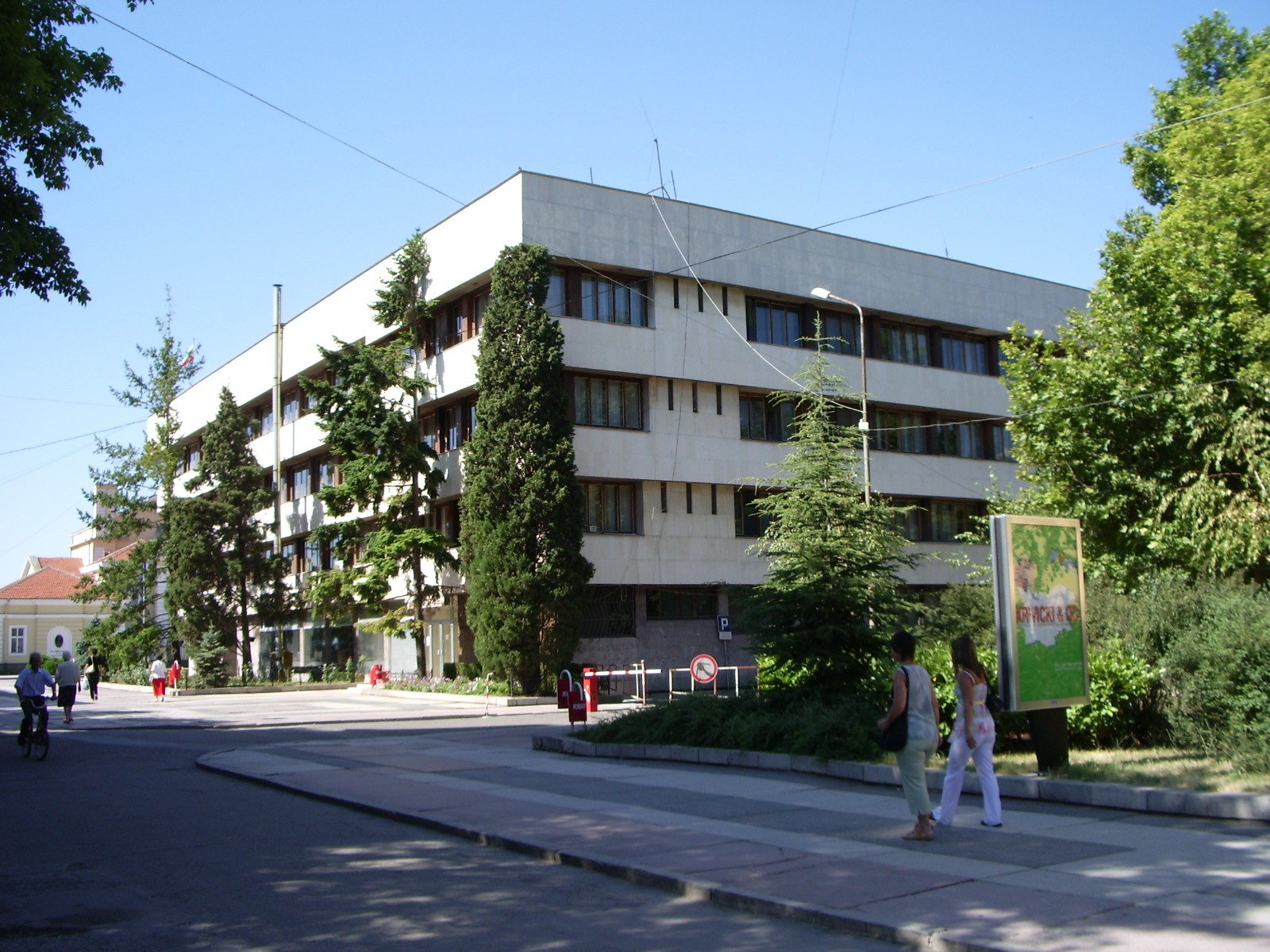
Здание муниципалитета Ямбола
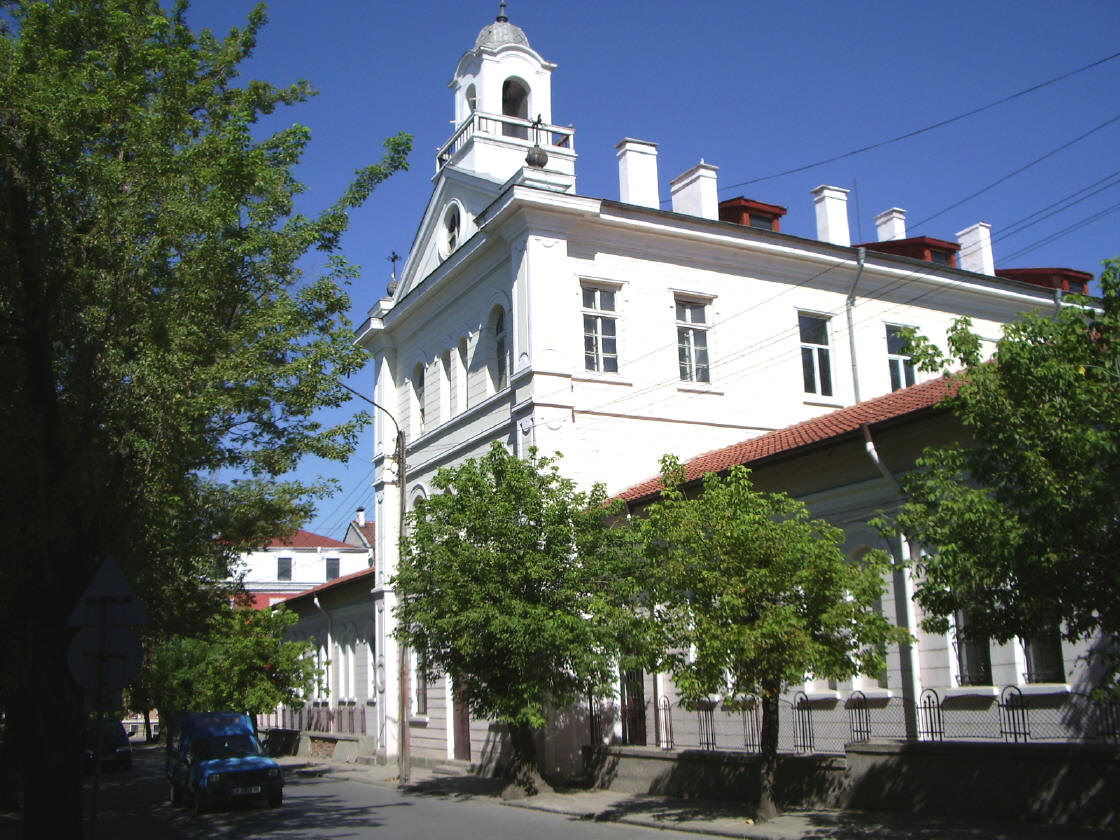
Католическая церковь
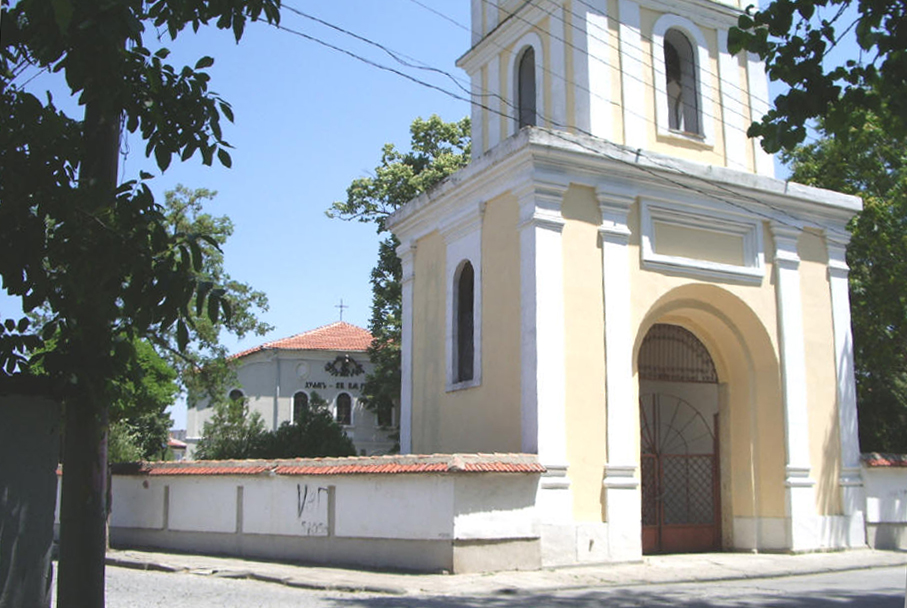
Православная церковь «Святой Георгий» в Ямболе. Построен в 1737 году.
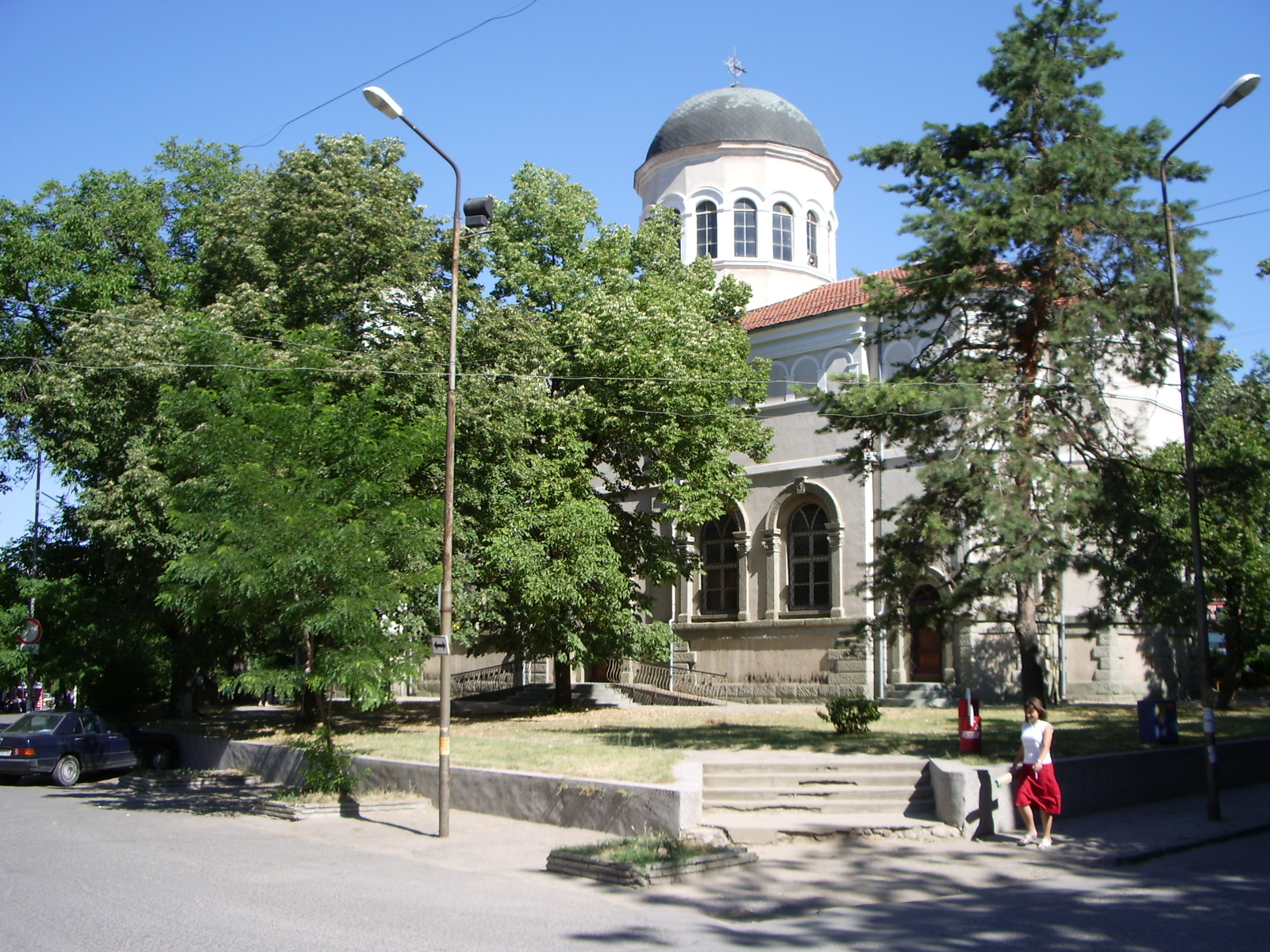
Церковь «Святой Николай» в Ямболе
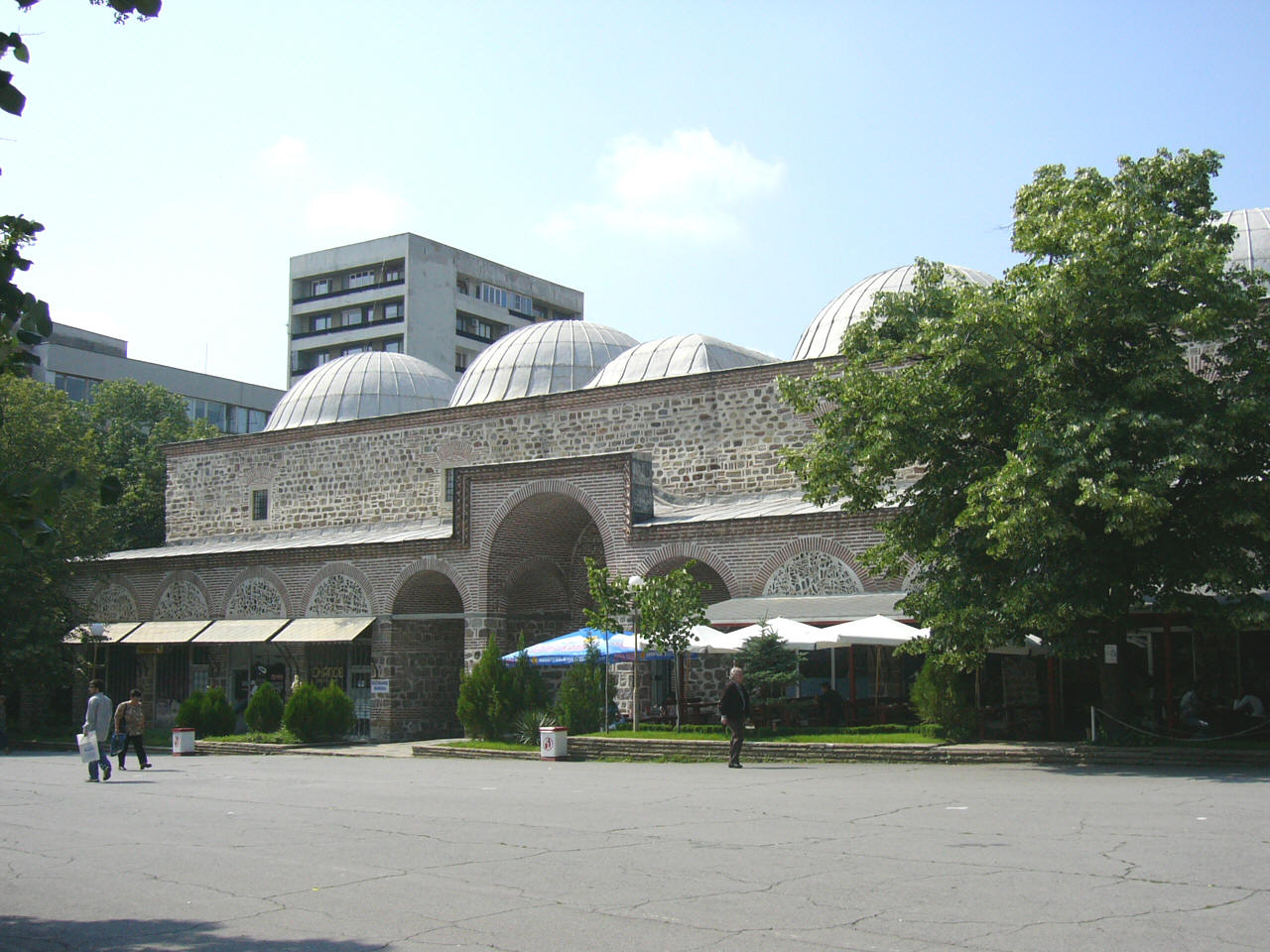
Безистен (крытый рынок) в Ямболе
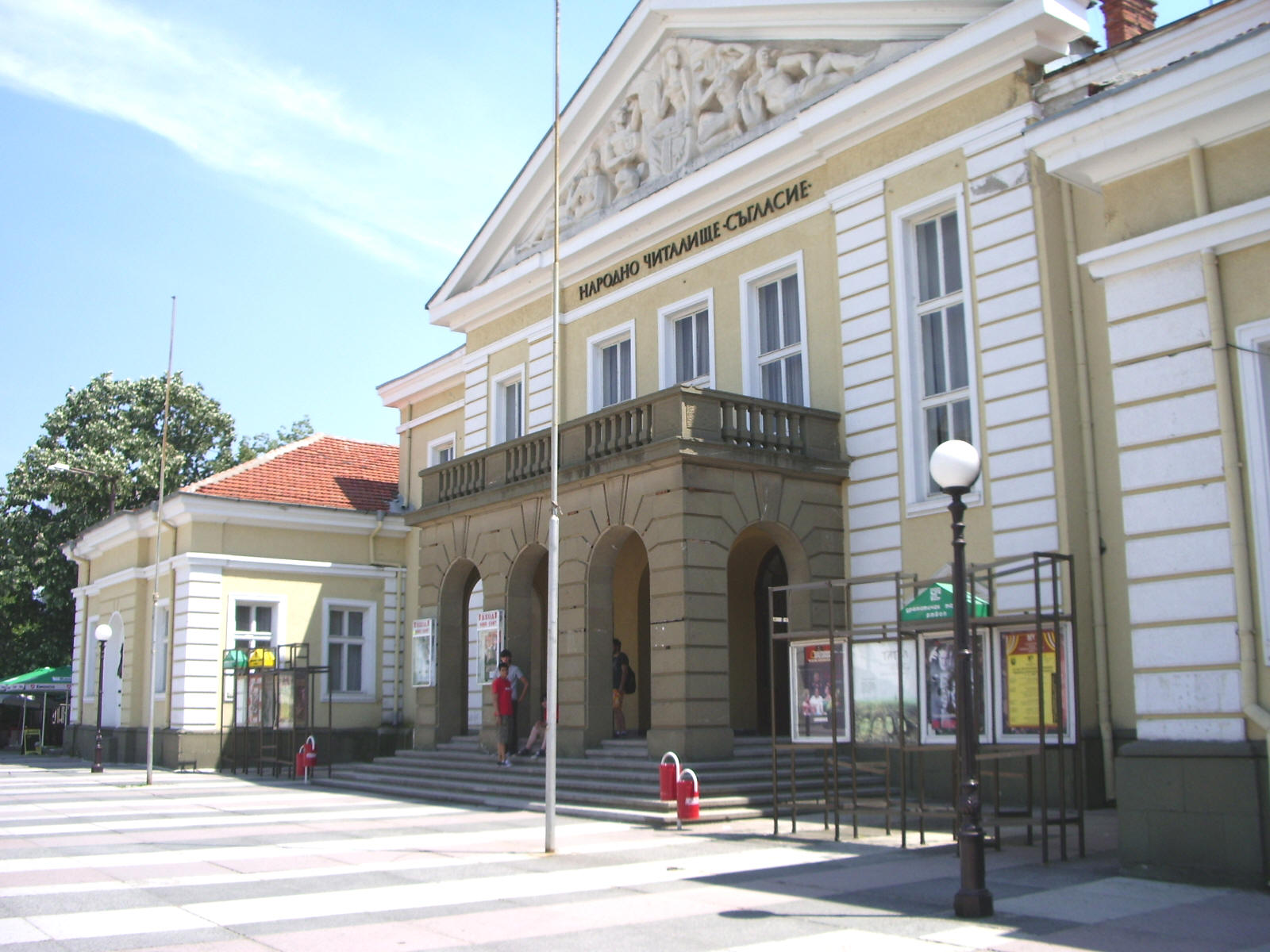
Библиотека «Согласие», где также размещается драматический театр «Невена Коканова», Ямбол. Автор: Эмиль Манчев.
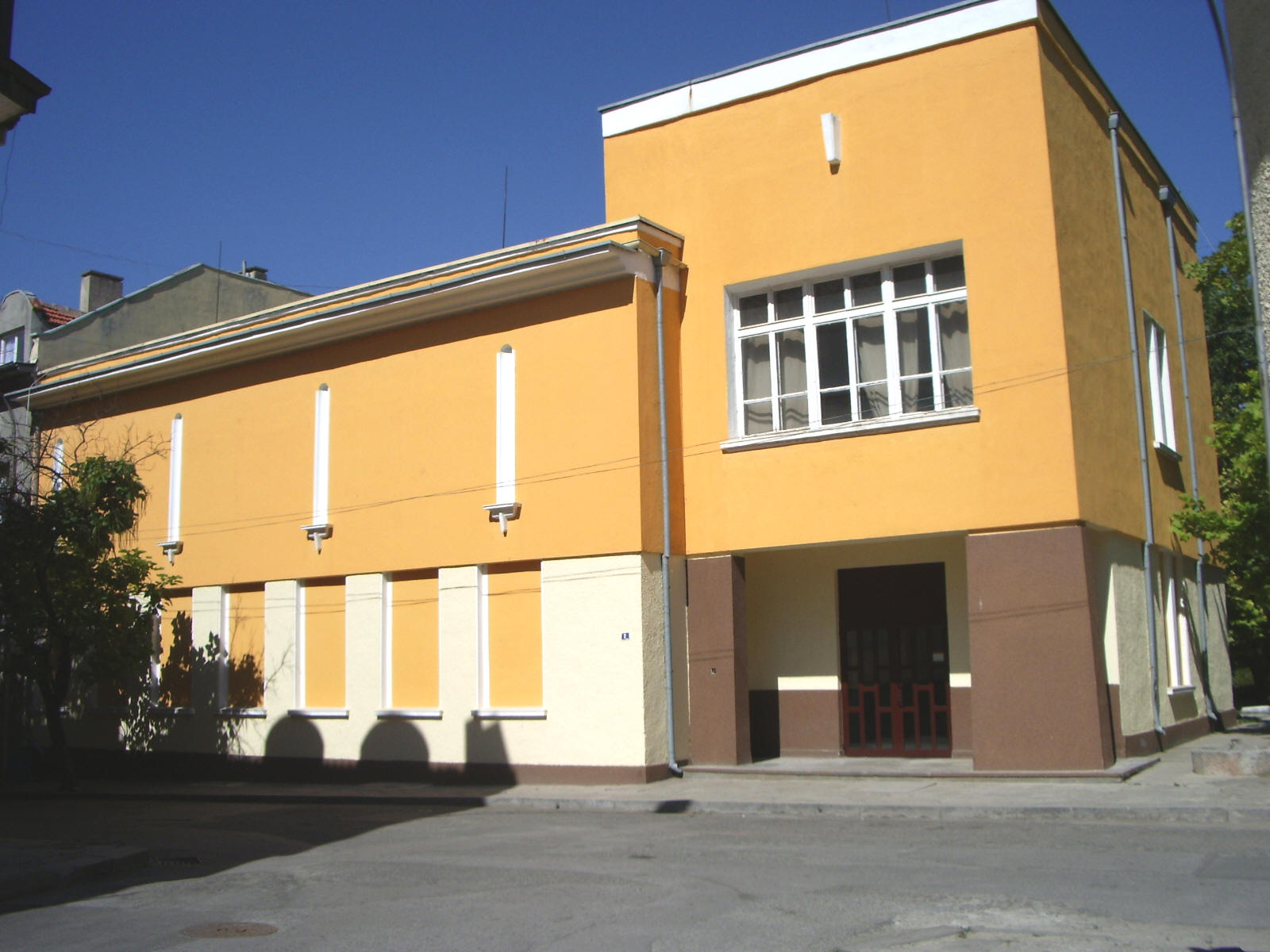
Исторический музей Ямбола
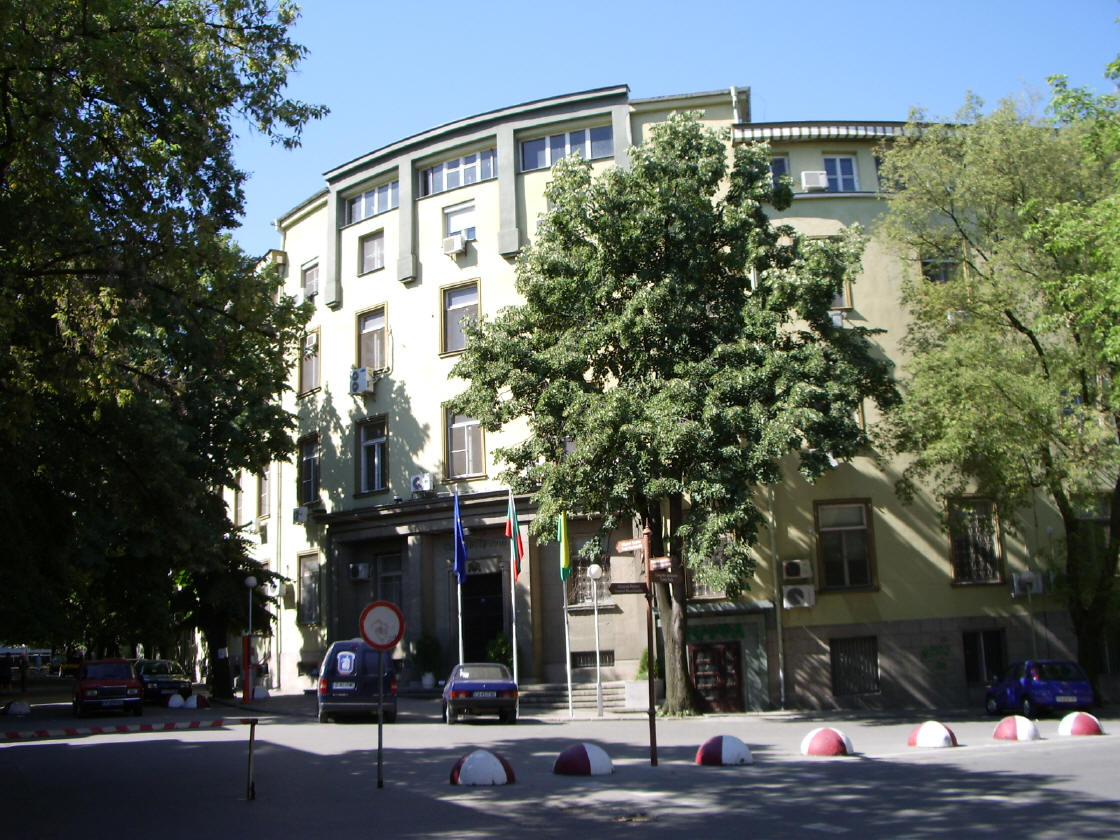
Здание областного суда, Ямбол
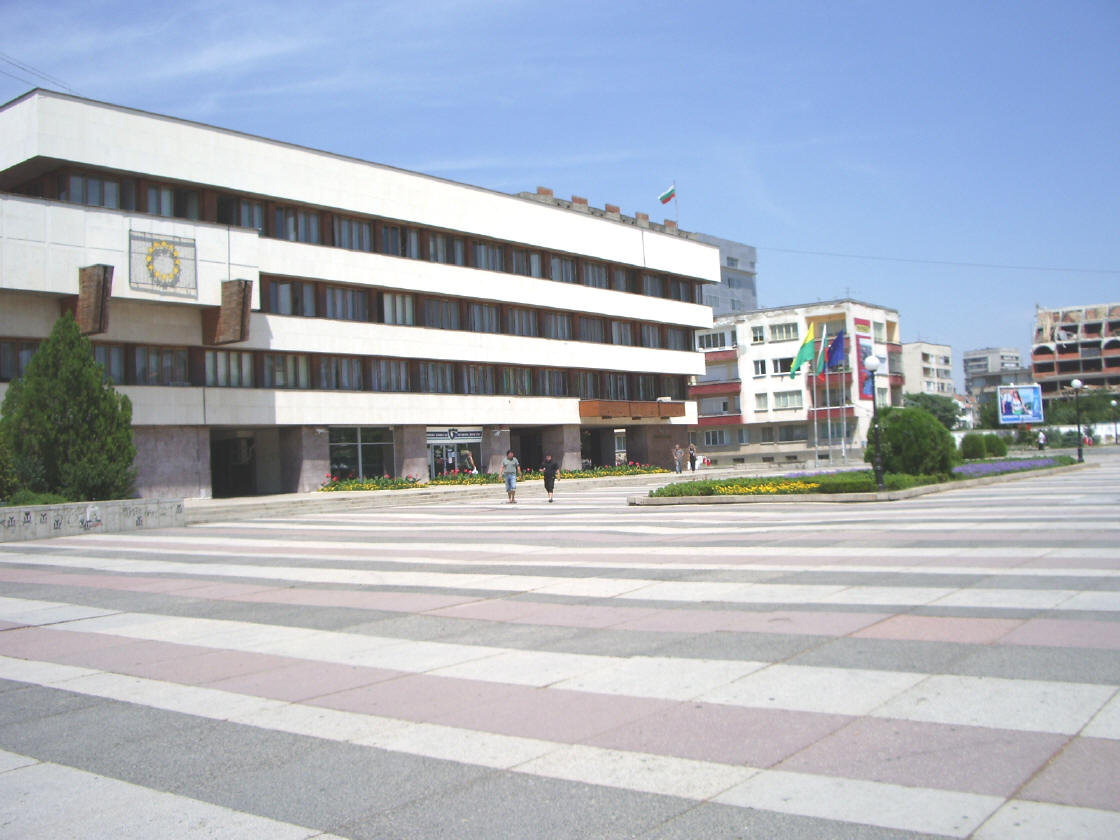
Здание муниципалитета Ямбола
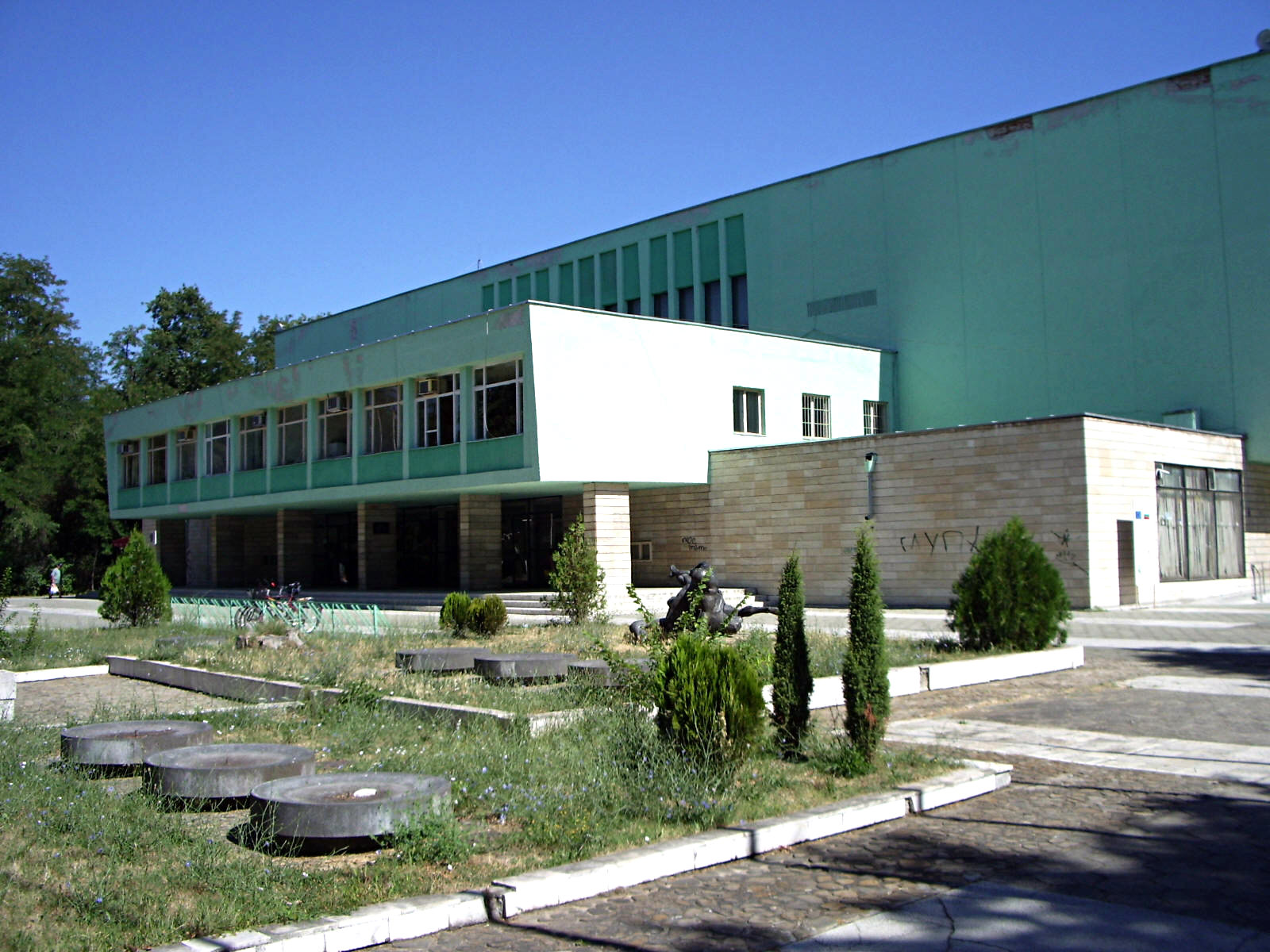
Спортивный зал «Диана», Ямбол
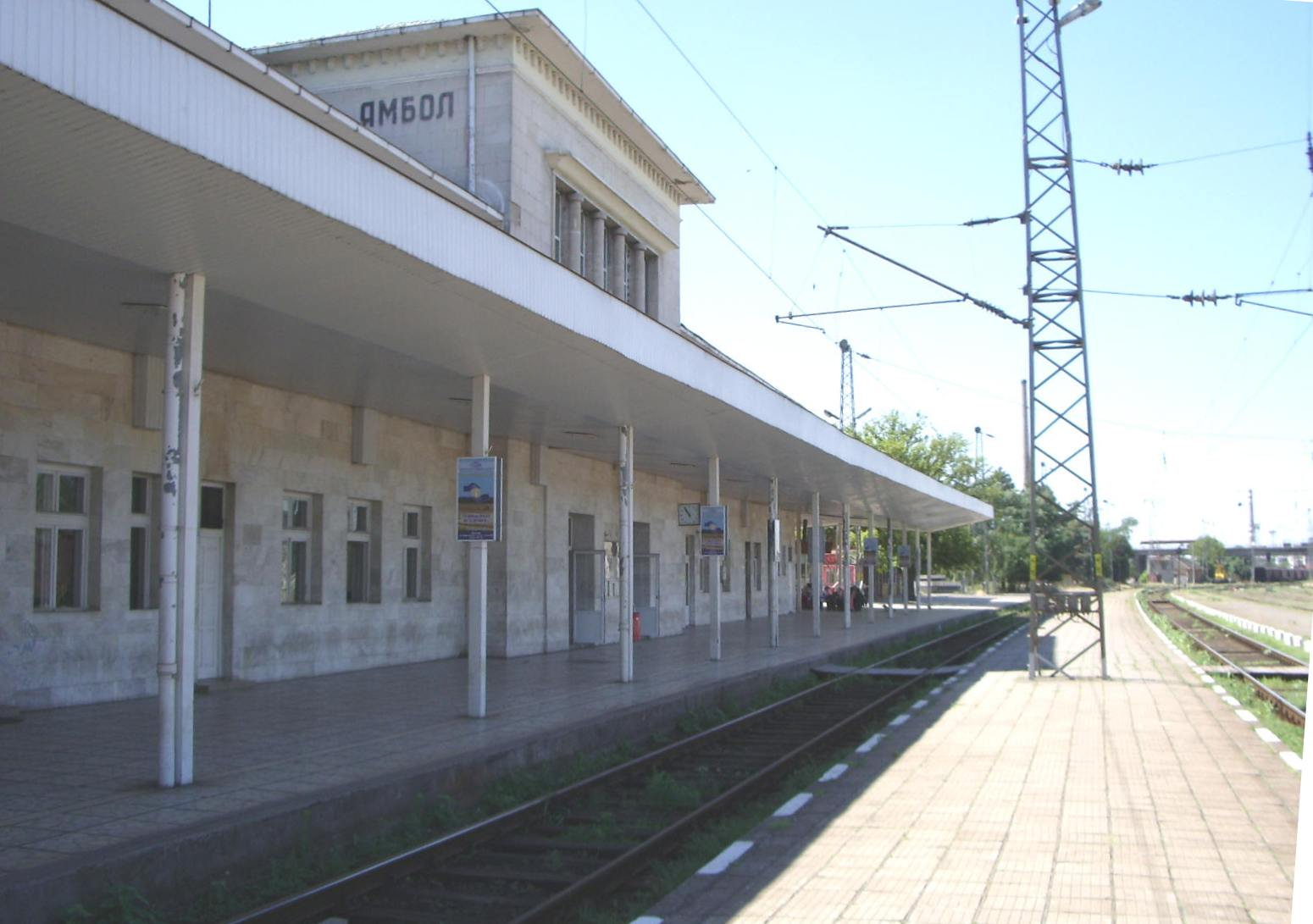
Железнодорожная станция, Ямбол